# Gouania aphrodes
Gouania aphrodes är en brakvedsväxtart som beskrevs av Louis René Tulasne. Gouania aphrodes ingår i släktet Gouania och familjen brakvedsväxter. Inga underarter finns listade i Catalogue of Life.